# Euphorbia kopetdaghi
Euphorbia kopetdaghi — вид рослин із родини молочайних (Euphorbiaceae), зростає у центральній Азії.

## Опис
Це гола сірувато-зелена рослина заввишки 10–30 см. Стеблові листки сидячі, ланцетно-еліптичні, загострені, майже цілі. Квітки жовті. Період цвітіння: весна.

## Поширення
Зростає у центральній Азії: Іран, Туркменістан.